# Bowman Lusambo
Bowman Lusambo (* 9. Dezember 1976) ist ein sambischer Politiker der Patriotic Front (PF).

## Leben
Lusamba, der als Kaufmann und Vermarkter tätig war, wurde bei der Wahl am 11. August 2016 als Kandidat der Patriotic Front (PF) zum Mitglied der Nationalversammlung Sambias gewählt und vertritt dort den Wahlkreis Kabushi.
Im August 2016 berief Präsident Edgar Lungu ihn zum Provinzminister für die Provinz Copperbelt in dessen Kabinett.